# Bodaybinsky (huyện)
Huyện Bodaybinsky (tiếng Nga: ? райо́н) là một huyện hành chính tự quản (raion), của Tỉnh Irkutsk, Nga. Huyện có diện tích 92353 kilômét vuông. Trung tâm của huyện đóng ở Bodaybo.